# Bahreh
Bahreh (persiska: بهره) är en ort i Iran.   Den ligger i provinsen Khorasan, i den nordöstra delen av landet, 700 km öster om huvudstaden Teheran. Bahreh ligger 1 443 meter över havet och antalet invånare är 102.
Terrängen runt Bahreh är kuperad.Runt Bahreh är det ganska glesbefolkat, med 35 invånare per kvadratkilometer. Närmaste större samhälle är Kārdeh, 7,1 km sydost om Bahreh. Omgivningarna runt Bahreh är i huvudsak ett öppet busklandskap.